# Буротангарні
Буротангарні (Orchesticinae) — підродина горобцеподібних птахів. Включає 2 роди з 2 видами. Поширені в Південній Америці.

## Поширення
Один вид поширений на заході та півдні басейну Амазонки, а інший — в зоні атлантичного лісу південно-східної Бразилії.

## Опис
Хоча два види в групі не мають подібності в забарвленні оперення, вони схожі за формою тіла та загальними розмірами, 16 і 18 см у довжину, а також за розмірами та міцним профілем дзьоба. Сильний природний відбір міг вплинути на колір оперення Orchesticus abeillei, який, як відомо, пов'язаний із подібним забарвленням горнером Dendroma rufa, маскуючи спільну еволюційну історію з Parkerthraustes humeralis.

## Класифікація
- Бурий тангар (Orchesticus) — 1 вид (рід монотиповий)
- Рябогорлий кардинал (Parkerthraustes) — 1 вид (рід монотиповий)